# Francisco Escudero y Azara
Francisco Antonio Escudero y Azara (Azara, 1805/1806 - ?) fue un jurista y político español del siglo XIX

## Biografía
Nacido en Azara, era de familia noble. Estudió en los escolapios de Barbastro y en la Universidad de Huesca. Ya durante el Trienio Liberal manifestó posiciones liberales, siendo su casa familiar atacada y él mismo preso por partidarios del absolutismo. Desde 1828 consta como catedrático de Instituciones Canónicas de la universidad de Huesca, en 1831 es además abogado colegiado en Huesca y en 1834 pasó a ser catedrático de Decretales en la universidad oscense.
Continuando con sus convicciones liberales, fue un decidido cristino durante la Primera Guerra Carlista. Combatió en el bando liberal, llegando a subteniente y siendo galardonado con la orden de Isabel la Católica, aunque su casa fue nuevamente quemada por absolutistas. En el nuevo régimen liberal fue una personalidad destacada en la recién creada provincia de Huesca: fue censor desde 1834, diputado provincial por Barbastro desde 1836 y vicerrector de la universidad desde 1837. Fue igualmente miembro correspondiente de la Real Academia de Historia desde 1842 y de la Sociedad Económica de Amigos del País de Huesca.
En 1840 fue elegido por primera vez diputado a Cortes Generales por la provincia de Huesca. Cuando las cortes se reorganizaron por distritos uninominales pasó a ser el diputado del partido liberal de Barbastro durante 12 legislaturas. Con el cierre de la universidad de Huesca en 1845 pasó a ser catedrático de Historia eclesiástica general y particular de España de la Universidad Central de Madrid en 1847. En los años siguientes ocuparía cátedras de historia eclesiástica en Madrid y Barcelona.
Durante el periodo las relaciones entre Estado e Iglesia fueron un importante tema de debate político, con Escudero y Azara siendo un especialista en derecho canónico que destacó como defensor de una solución regalista en el que una iglesia nacional e independiente del papado estaba supeditada al estado. Destaca especialmente su discurso Importancia y Necesidad del Estudio del Derecho Canónico de 1856, donde entre otras cosas reclama la necesidad de reformar las provincias eclesiásticas para adecuarlas a las recién creadas provincias civiles. Sus posturas fueron un foco de ataques de los diarios conservadores de la época. Se le ha llegado a calificar de cuasiprogresista por su postura favorable a la abolición del diezmo. En la Exposición Agrícola de 1857 fue homenajeado con una medalla de plata.
Desde 1859 constan una serie de permisos por problemas de salud. En 1863 dejó el congreso al haber sido elegido senador. Ocupó también cargos en el gobierno, notablemente una vocalía del Real Consejo de Instrucción Pública y la jefatura de la sección de Guerra y Marina del Consejo de Estado en 1870.